# Robinsoncrusoemestyrann
Robinsoncrusoemestyrann (Anairetes fernandezianus) är en fågel i familjen tyranner inom ordningen tättingar.

## Utbredning och systematik
Fågeln förekommer enbart på Juan Fernández-öarna utanför södra Chile. Den behandlas som monotypisk, det vill säga att den inte delas in i några underarter.

## Status
IUCN kategoriserar arten som starkt hotad.